# (337) Девоса
(337) Девоса (лат. Devosa) — астероид главного пояса, принадлежащий к спектральному классу X. Он был открыт 22 сентября 1892 года французским астрономом Огюстом Шарлуа в обсерватории Ниццы. Происхождение названия неизвестно.

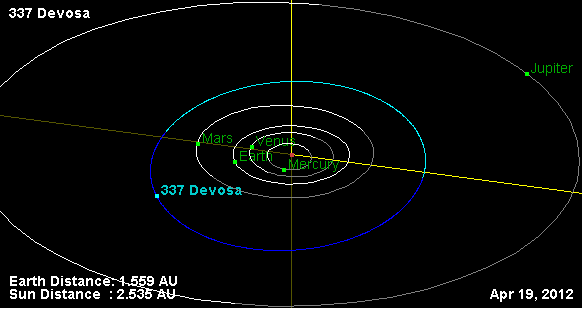
Орбита астероида Девоса и его положение в Солнечной системе